# Challenger de Saint-Brieuc 2010
El torneo Open Prévadiès Saint–Brieuc 2010 fue un torneo profesional de tenis. Perteneció al ATP Challenger Series 2010. Se disputó su 7.ª edición sobre superficie dura, en Saint-Brieuc, Francia entre el 29 de marzo y el 4 de abril de 2010.

## Jugadores participantes del cuadro de individuales

### Cabezas de serie
| País                       | Jugador                | Rank1 | Favorito |
| -------------------------- | ---------------------- | ----- | -------- |
| Bandera de España          | Marcel Granollers      | 92    | 1        |
| Bandera de Rusia           | Teimuraz Gabashvili    | 112   | 2        |
| Bandera de Francia         | Josselin Ouanna        | 115   | 3        |
| Bandera de Polonia         | Michał Przysiężny      | 130   | 4        |
| Bandera de España          | Rubén Ramírez Hidalgo  | 131   | 5        |
| Bandera de Francia         | Édouard Roger-Vasselin | 137   | 6        |
| Bandera de Bélgica         | Kristof Vliegen        | 150   | 7        |
| Bandera de República Checa | Jan Hernych            | 151   | 8        |
| Bandera de Francia         | Thierry Ascione        | 162   | 9        |

- 1 Se ha tomado en cuenta el ranking del 22 de marzo de 2012.

### Otros participantes
Los siguientes jugadores recibieron una invitación (wild card), por lo tanto ingresan directamente al cuadro principal:
- Charles-Antoine Brézac
- Romain Jouan
- Benoît Paire
- Olivier Patience

Los siguientes jugadores ingresan al cuadro principal tras disputar el cuadro clasificatorio:
- Laurynas Grigelis
- Samuel Groth
- Florian Reynet
- Charles Roche

## Campeones

### Individual Masculino
Challenger de Saint-Brieuc 2010 (individual masculino)
- Michał Przysiężny derrotó en la final a  Rubén Ramírez Hidalgo, 4–6, 6–2, 6–3

### Dobles
Challenger de Saint-Brieuc 2010 (dobles masculino)
- Uladzimir Ignatik /  David Marrero derrotaron en la final a  Brian Battistone /  Ryler DeHeart, 4–6, 6–4, [10–5]